# Hong Ying
Hong Ying (xinès simplificat: 虹影, pinyin: Hóng Yǐng; Chongqing, 21 de setembre de 1962) és una poeta i escriptora xinesa. Amb les seves obres traduïdes a vint-i-tres idiomes, Hong Ying és considerada una de les autores xineses més populars i és una de les representants de la literatura feminista xinesa.

## Biografia
Hong Ying va néixer el 21 de setembre de 1962 a Chongqing. Hong Ying és la sisena filla de la família. Van viure en la pobresa més gran, agreujada per les dures condicions de les conseqüències del Gran Salt endavant i de la fam resultant. Als divuit anys va saber va saber que el seu pare biològic era diferent del dels seus germans. Totes aquestes circumstancies estan present en moltes de les obres.
Cap a finals dels anys vuitanta a Pequín, Hong Ying va assistir a cursos d'escriptura a l'Acadèmia Lu Xun i més tard a la Universitat Fudan de Xangai.
Hong Ying es va traslladar a Londres el 1991,on es va casar amb el professor de l'Escola Oriental de la Universitat de Londres, Zhao Yiheng (赵毅衡) i va tornar a Pequín el 2000.
Es va divorciar el 2006. L'agost del 2009, es va tornar a casar amb l'escriptor britànic Adam Williams de família amb una llarga història a la Xina, Williams va treballar durant vint anys a Pequín; és autor de tres novel·les basades en la història xinesa, inspirades en la seva història familiar.

### Carrera literària
Va començar a escriure als divuit anys, marxant de casa poc després per passar els deu anys següents movent-se per la Xina.
A Londres va escriure la seva primera novel·la: 《背叛 之 夏》 "L'estiu de la traïció", que comença i acaba l'obra en un termini de tres mesos. La història és un testimoni del que va viure l'autora dos anys abans, durant la Primavera de Pequín, a través dels ulls d'un personatge que es pot identificar com el seu alter ego, Lin Ying, La novel·la es va publicar el setembre del 1992 a Taiwan i per la seva temàtica va tenir un èxit gairebé immediat a la majoria de països occidentals.
Molt coneguda en anglès per obres com " K: the Art of Love",publicada encara a Taiwan, que va provocar un escàndol a Anglaterra: "K" i que descriu amb tot detall la història d'amor que va viure Julian Bell durant la seva estada a la Xina a finals de 1935. Julian Bell, fill de Vanessa Bell i nebot de Virginia Woolf, va tenir una relació amorosa amb l'escriptora i pintora Ling Shuhua.
També han obtingut força notorietat, "Summer of Betrayal", "Peacock Cries" i la seva autobiografia "Daughter of the River".
Hong Ying ha estat publicada en vint-i-nou idiomes i ha aparegut a les llistes de supervendes de nombrosos països, va guanyar el Premi de Roma per "K", el 2005 i molts dels seus llibres han estat o estan en procés de convertir-se en sèries de televisió i pel·lícules.
El 2014, va publicar el seu primer llibre infantil, "The Girl fromhe French Fort", que conté text bilingüe amb imatges de la il·lustradora britànica Cherry Denman.
Hong Ying fa temps que s'interessa per les històries d'homosexuals que viuen a la Xina, un tema explorat en la seva col·lecció de contes curts.
Moltes de les seves obres s'han publicat primer primer a Taiwan que a la Xina, on es menys popular. També ha obtingut molt ressò a Hong Kong, al Regne Unit i a els Estats Units d'Amèrica.

## Obres
- 1992:《背叛之夏》 (Summer of Betrayal)

- 1994:《女子有行》 (Far Goes the Girl)

- 1997: 《饥饿的女儿》(Daughter of the River)

- 1999: 《K》 (K: The Art of Love)

- 2000:《神交者说》

- 2001:《阿难》(阿难：我的印度之行) (Ananda )

- 2002: 《孔雀的叫喊》 (The Peacock Cries)

- 2003:《上海王》(Lord of Shanghai)
- 2004: 《绿袖子》 (The Green Platye)

- 2005: 《上海之死》(Death in Shangha )

- 2007: 《上海魔术师》(The Magician from Shanghai)

- 2009: 《我这温柔的厨娘》 (Moi, douce aide cuisinière)

- 2010: 《好儿女花》(Good Children of the Flowers)